# Pigniczki Krisztina
Sepsiné Pigniczki Krisztina (Makó, 1975. szeptember 18. –) Európa-bajnoki aranyérmes, olimpiai és világbajnoki ezüstérmes válogatott kézilabdajátékos, a Győri ETO és a Dunaferr NK korábbi irányítója. A 2008-as bajnokság megkezdése előtt röviddel igazolt Franciaországba, a Dunaferr pénzügyi gondjai miatt. A Dunaújvárosi Főiskola gazdálkodási szakára járt.

## Eredményei
2000-ben olimpiai 2. helyezést ért el csapatával. Ugyanebben az évben Európa-bajnokok lettek.
2003-ban világbajnoki 2. helyezést értek le.